# Protestele din Djibouti din 2011
Protestele din Djibouti din 2011 sunt o serie de proteste și revolte în curs de desfășurare în națiunea arabă Djibouti, începând din ianuarie 2011. Sunt parte a Protestelor din Africa și Orientul Mijlociu din 2010–2011

## Condiții
Președintele din Djibouti, Ismail Omar Guelleh, este în funcție din 1999, dar guvernul său a fost la putere de 34 de ani. Recent, Guelleh a schimbat constituția, astfel încât să poată avea un al treilea mandat. 